# Rosa María Calaf
Rosa María Calaf Solé (Barcelona, 17 de junio de 1945) es una periodista española especialmente conocida por su trabajo como corresponsal de RTVE en Estados Unidos, Moscú, Buenos Aires o la corresponsalía de Asia-Pacífico. En 1982-83 fue cofundadora de la televisión autonómica TV3 junto al periodista Alfons Quintá. 
Cruz de San Jordi 2025.

## Biografía
Su abuelo materno oriundo de Pira,Tarragona, era un empresario barcelonés que tenía pasión por los viajes. Ella también con edad muy temprana empezó a viajar y a los 14 años su familia la envió a estudiar a Francia y Estados Unidos.
Se licenció en Derecho por la Universidad de Barcelona y Periodismo por la Universidad Autónoma de Barcelona. Es también Máster en Instituciones Europeas (Universidad Libre de Bruselas) y estudió Ciencias Políticas (Universidad de California-Los Ángeles).
En 1970 empezó a trabajar en Televisión Española en Barcelona, en los estudios de Miramar en informativos y fue una de las pioneras reporteras en televisión. Empezó a salir al exterior como enviada especial.
En 1982 pidió una excedencia especial en TVE para liderar junto al también periodista Alfons Quintá la creación de la cadena autonómica TV3 que empezó a emitir en septiembre de 1983 y de la que Calaf fue su primera jefa de programas.
Rosa María Calaf es una de las corresponsales más veterana de TVE, con 37 años de labor periodística a sus espaldas. Fue en 1984, cuando regresó a TVE, que asumió su primer destino como corresponsal en Nueva York (1984-1987). Posteriormente fue destinada a Moscú donde abrió la corresponsalía (1987-1989 y 1996-1999), Buenos Aires (1989-1993), Roma (1993-1995), Viena (1996), Hong Kong (1998-2007) y Pekín (2007-2008). 
En el año 2008 fue investida doctora honoris causa por la Universidad Rovira i Virgili de Tarragona y en el 2010 por la Universidad Miguel Hernández de Elche.
El mechón plateado sobre su frente que se definiría como uno de sus rasgos de imagen característico, fue idea del estilista catalán Lluís Llongueras.
En sus más de tres décadas de experiencia profesional, ha estado en 184 países, micrófono en mano en busca de la noticia. En 2007, debido a la regulación de empleo (ERE) de RTVE para mayores de 50 años se esperaba su inminente jubilación, pero llegó a cubrir las noticias en el área Asia-Pacífico, preparando la cobertura de los Juegos Olímpicos de Pekín en 2008. Finalmente, en noviembre de 2008, recibió su ERE "voluntario" al que tuvo que acogerse. Su prejubilación fue efectiva el 1 de enero de 2009, contando al momento con 63 años de edad. Actualmente, es miembro del Comité Editorial del diario enfocado en las personas mayores 65ymas.com.

## Premios y reconocimientos

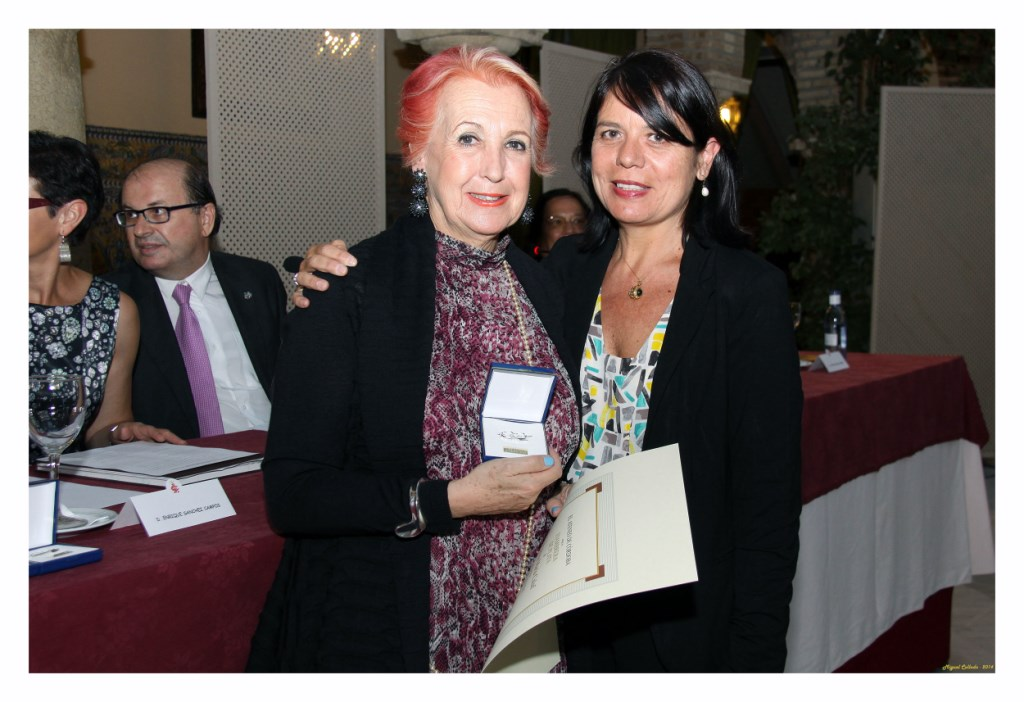
Rosa María Calaf recibe la Fiambrera de Plata 2014 del Ateneo de Córdoba

A lo largo de su carrera se le han concedido multitud de premios: 
- El Premio Ondas a la mejor labor profesional en el 2001.
- El premio Micrófono de Plata Especial 2001 de la Asociación de profesionales de RTVE.
- Periodista del año 2001 Colegio de Periodistas de Cataluña, el XXIII Premio de periodismo Cirilo Rodríguez.
- El premio "Ofici de periodista 2003" del Colegio de Periodistas de Cataluña.
- El premio Protagonistas de la emisora Onda Cero, del año 2004.
- El premio Casa Asia por la cobertura del tsunami en 2005.
- El premio Ana Tutor en 2005.
- Premio Ábaco de Oro al español del año, de la Cámara de Comercio de España en Hong Kong por cobertura del SARS.
- Premio Club Internacional de Prensa a la mejor labor en el extranjero en 2006.

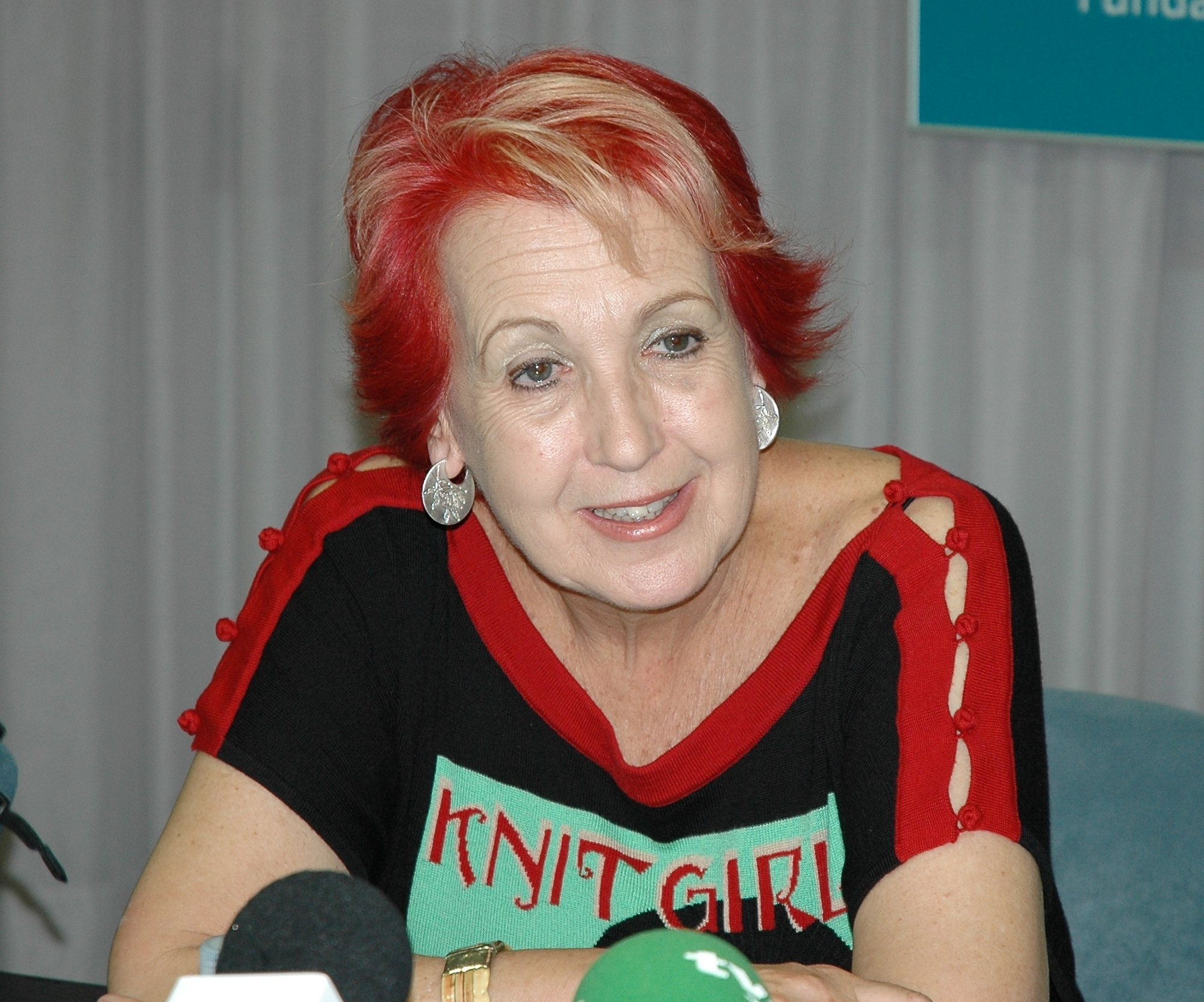
Rosa María Calaf en 2007.

- Premio Etnosur 2006 de Jaén por su labor en favor de la diversidad.
- El 14 de mayo del 2007 Rosa María Calaf recibió el Premio Women Together, otorgado por su trayectoria profesional en favor de la lucha por la igualdad.
- El premio Cirilo Rodríguez al mejor trabajo de corresponsales y enviados especiales al extranjero en el año 2007.
- Premio Club de las 25 del año 2007 por su trayectoria profesional.
- El premio Ciudad de Frías 2007 por el reportaje Encuentro en Vanuatu.
- En noviembre de 2007 recibió el premio a "Toda una vida" otorgado por la Academia de la Televisión en España, un reconocimiento a su larga carrera como corresponsal.
- El 20 de mayo de 2008 fue investida como Doctora honoris causa por la Universidad Rovira i Virgili de Tarragona.
- El premio club internacional de prensa a la mejor labor en el extranjero en el año 2006 y el V Premio José Couso a la Libertad de Prensa en 2009.
- El Consejo Nacional de la Cultura y de las Artes de la Generalidad de Cataluña le ha concedido el Premio Nacional de Periodismo.
- Estuvo nominada al premio "Català de l'any 2009" (Catalán del año) que impulsó el diario "El Periódico"
- Doctora honoris causa por la Universidad Miguel Hernández de Elche el 18 de junio de 2010.[13]
- El 6 de junio de 2014, el Ateneo de Córdoba le hizo entrega de su galardón más entrañable, la Fiambrera de Plata.
- El 23 de enero de 2015, el recibió el Premio Nacional de Periodismo Pedro Antonio de Alarcón en la ciudad de Guadix (Granada).
- El 29 de enero de 2018 recibió el Premio Ángel Serradilla de la Asociación de la Prensa de Huelva[14]
- En 2019 recibió el Premio Constantino Romero en el FesTVal de Vitoria 2019 un galardón tiene como objetivo reconocer a "una figura vinculada a la televisión en cuya carrera tenga una importancia especial la voz".[15]
- Premio Luca de Tena (2024).[16]
- En 2025 recibió la Cruz de San Jordi, reconocimiento otorgado por la Generalitat de Cataluña.[17]
- Premio Maga de Magas a la mejor reportera.[18]